# RV Profesor Siedlecki
RV Profesor Siedlecki – polski statek do badań oceanologicznych, ichtiologicznych i hydrobiologicznych dla rybołówstwa, zbudowany dla Morskiego Instytutu Rybackiego w Gdyni przez Gdańską Stocznię im. Lenina w latach 1970-1972.

## Historia
Statek imię otrzymał na cześć profesora Michała Siedleckiego (1873-1940). Jednostka była wyposażona we wciągarkę do sieci, ładownię chłodzoną i ładownię na mączkę rybną.
Odbył 33 rejsy, badając między innymi łowiska na południowym Atlantyku i Pacyfiku oraz wodach arktycznych. Brał udział w badaniach nad wykorzystaniem kryla do celów spożywczych.
Wycofany z użycia w 1991, zezłomowany w Indiach w 1992.